# 2034-es labdarúgó-világbajnokság
A 2034-es labdarúgó-világbajnokság a 25. világbajnokság lesz, melyet 2034-ben rendeznek, szinte biztosan Szaúd-Arábiában, miután a Közel-Keleti ország volt az egyetlen, ami időben leadott pályázatot.
Annak következtében, hogy az előző világbajnokságot három kontinensen rendezik, sok szakértő szerint a FIFA megkönnyítette annak lehetőségét Szaúd-Arábia számára, hogy ők rendezhessék a tornát, mivel csak Óceánia és Ázsia jelentkezhetett. A bejelentés után nem sokkal a szövetség 1 milliárd dollár összegű egyezményt kötött a közel-keleti állam tulajdonában álló Saudi Aramcóval. Az esemény házigazdájának kiválasztását és az ott történő emberi jogokkal kapcsolatos problémákat (többek között az LMBT-közösség elleni diszkrimináció és a rendszerkritikus újságírók elnémíttatása) a 2022-es világbajnoksághoz hasonlították. A házigazda-választás folyamata ezek mellett a megszokottnál három évvel rövidebb volt, szintén segítve a szaúd-arábiai pályázatot, amiben a szervezet elnökének nagy szerepe volt.

## Rendező kiválasztása
A hivatalos pályázási időszak 2023. október 4-én kezdődött el és a FIFA szabályzatai szerint csak az ázsiai vagy az óceániai szövetség tagjai pályázhatnak a torna megrendezésére. Európa és Afrika szövetségei 2030-ban rendeznek világbajnokságot, míg Észak-Amerika 2026-ban, így nem rendezhetnek újra, legalább tizenkét évig.
Az érdekelt szövetségeknek 25 napot adott a FIFA, hogy erősítsék meg érdekeltségüket a szövetséggel. Ugyan Ausztrália is érdekelt volt, Szaúd-Arábia adta le az egyetlen pályázatot, mindössze percekkel a pályázat kiírása után.

### Bejelentett pályázatok

#### Szaúd-Arábia
Azt követően, hogy Szaúd-Arábia visszalépett 2030-as pályázatától Görögországgal és Egyiptommal, a szövetség bejelentette, hogy 2034-ben egyedül fog indulni rendezési jogért. Ha a pályázat sikeres lesz, Katarhoz hasonló lépésekre lehetne szükség a meleg elleni védekezés miatt, bár az ország kijelentette, hogy nyáron rendezné a világbajnokságot, nem télen. A pályázatot 2023. október 4-én jelentették be. Másnap az AFC elnöke bejelentette, hogy a szövetség támogatni fogja a szaúd-arábiai pályázatot, illetve több arab és közép-amerikai ország is kifejezte támogatását.

#### A tervezett ausztrál pályázat
Miután Ausztrália pályázata a 2022-es világbajnokságra sikertelen volt, a szomszédos Új-Zélanddal (akikkel közösen rendezték meg a 2023-as női világbajnokságot) terveznek pályázni a 2034-es világbajnokságra. Ausztrália 2021 augusztusában jelentette be a szándékát, miután Brisbane elnyerte a 2032-es olimpia megrendezésének jogát. Ezek mellett Új-Zéland helyett Indonézia is egy lehetséges partner a pályázatra, tekintve, hogy a két ország jó kapcsolatot ápol. Ennek ellenére Indonézia még nem egyezett bele a pályázathoz való csatlakozásba, mivel részese az ASEAN-pályázatnak is. Az ország pár órával a FIFA határideje előtt bejelentette, hogy nem ad be pályázatot.

### Pályázatok listája
Bejelentett pályázatok
- Szaúd-Arábia

Tervezett, de végül be nem adott pályázatok
- AFC
  -  Indonézia,  Malajzia,  Szingapúr,  Vietnám és  Thaiföld[19][20]
  -  Kína[21]
  -  Kazahsztán,  Üzbegisztán[22]
- AFC-OFC
  -  Ausztrália ( Új-Zélanddal és/vagy  Indonéziával)[23][24]

## Helyszínek
A pályázatban felsorolt tizenöt stadionból tizenegyet kifejezetten a világbajnokságra fognak építeni.
| Város    | Stadion                                     | Stadion                              | Befogadóképesség |
| Város    | Magyarosított név                           | Arab név                             | Befogadóképesség |
| -------- | ------------------------------------------- | ------------------------------------ | ---------------- |
| Abhá     | Khalid király Egyetemi Stadion (új)         | ملعب جامعة الملك خالد                | 45 428           |
| Dzsidda  | Abdullah király Sportvárosi Stadion         | مدينة الملك عبدالله الرياضية         | 58 432           |
| Dzsidda  | el-Kiddija-parti Stadion (új)               | ملعب ساحل القدية                     | 46 096           |
| Dzsidda  | Dzsiddai Központi Stadion (új)              | استاد التطوير المركزي بجدة           | 45 794           |
| Dzsidda  | Abdullah király Gazdaságvárosi Stadion (új) | ملعب مدينة الملك عبد الله الاقتصادية | 45 700           |
| el-Hobar | Aramco Stadion (új)                         | ملعب ارامكو                          | 46 096           |
| Neom     | Neom Stadion (új)                           | ملعب نيوم                            | 46 010           |
| Rijád    | Szalma király Nemzetközi Stadion (új)       | ملعب الملك سلمان الدولي              | 92 000           |
| Rijád    | Fahd király Sportvárosi Stadion             | مدينة الملك فهد الرياضية             | 70 000           |
| Rijád    | Dél-rijádi Stadion (új)                     | ملعب جنوب الرياض                     | 47 060           |
| Rijád    | Mohamed bin Szalmán herceg Stadion (új)     | ملعب الأمير محمد بن سلمان            | 46 979           |
| Rijád    | Fajszal bin Fahd herceg Sportvárosi Stadion | مدينة الأمير فيصل بن فهد الرياضية    | 46 865           |
| Rijád    | Szaúd király Egyetemi Stadion               | ملعب جامعة الملك سعود                | 46 319           |
| Rijád    | Új-Murabba Stadion (új)                     | ملعب المربَّع                          | 46 010           |
| Rijád    | Rúsn Stadion (új)                           | ملعب روشن                            | 46 000           |

## Selejtezők

### Résztvevők
Mind a hat rendező automatikusan helyet fog kapni a világbajnokságon, selejtezőkön való részvétel nélkül.
A kvalifikáció megszerzésének sorrendjében. A "Világbajnoki részvétel" oszlopban a 2026-os és 2034-es világbajnokság eredménye és a részvételi szám még nem szerepel a táblázatban, de tartalmazza a 2034-es világbajnokságot.
| Csapat       | Kvalifikáció módja | Kvalifikáció időpontja | Világbajnoki részvétel | Utolsó részvétel | Legjobb eredmény    |
| ------------ | ------------------ | ---------------------- | ---------------------- | ---------------- | ------------------- |
| Szaúd-Arábia | Rendező            | 2024. december 11.     | 7                      | 2022             | Nyolcaddöntő (1994) |

## Fordítás
- Ez a szócikk részben vagy egészben  a(z)   2034 FIFA World Cup című angol Wikipédia-szócikk fordításán alapul.  Az eredeti cikk szerkesztőit annak laptörténete sorolja fel. Ez a jelzés csupán a megfogalmazás eredetét és a szerzői jogokat jelzi, nem szolgál a cikkben szereplő információk forrásmegjelöléseként.